# Tim Janssen
Tim Wilhelmus Janssen (* 6. března 1986, Eindhoven, Nizozemsko) je nizozemský fotbalový útočník, od ledna 2015 bez angažmá.
Mimo Nizozemsko působil v Dánsku.

## Klubová kariéra
Janssen debutoval v profesionálním fotbale v sezóně 2004/05 v dresu FC Zwolle, kde byl na hostování z PSV Eindhoven.

## Reprezentační kariéra
Tim Janssen byl členem nizozemského mládežnického výběru U21. Zúčastnil se domácího Mistrovství Evropy hráčů do 21 let 2007, kde Nizozemci porazili ve finále Srbsko 4:1 a vyhráli druhý titul v řadě.